# Fantasma (film 1922)
Fantasma (Phantom) è un film muto del 1922 diretto da Friedrich Wilhelm Murnau. Fantasma è considerato da critici e dagli esperti di cinema come un classico internazionale.

## Trama
Lorenz Lubota guarda pensieroso fuori dalla finestra ripensando alla propria vita passata. Per alleviare le sue pene, Maria gli suggerisce di scrivere la storia della propria vita su un libro già rilegato dal padre, con le pagine ancora in bianco. Lubota rivive così le proprie vicissitudini.
Funzionario scrivano presso il municipio, topo di biblioteca ed aspirante poeta, un giorno sulla strada per il lavoro viene investito da una carrozza a cavallo. Lubota resta colpito dalla bellezza della conducente, Veronika, figlia del ricco commerciante in ferramenta Harlan, alla quale da quel momento comincia a dare la caccia come ad un fantasma. Lubota va alla deriva nel suo immaginario e surreale mondo dei sogni, non si presenta più al lavoro, i suoi pensieri sono unicamente rivolti a Veronika, arrivando persino a presentarsi ai genitori di lei facendo un'offerta di matrimonio. Respinto ed umiliato, Lubota trascura sempre più la sua vita e nel frattempo viene pure licenziato.
Casualmente conosce Melitta, fisicamente identica a Veronika e con la quale, in sostanza, si consola. Ma Melitta vuole tenere tenore di vita molto alto e Lubota è costretto a spendere per poterla tenere accanto. Lubota si affida al losco Wigottschinski che gli suggerisce di rivolgersi ancora una volta alla zia Schwabe, una prestatrice su pegno, facendole credere che a breve avrebbe ricevuto un contratto per le sue poesie ed offrendo le relative royalties in cambio di un nuovo prestito da 60.000 marchi. Mentre Lorenz cede una parte del prestito a Wigottschinski e sperpera il resto per lo shopping di Melitta, la Schwabe insospettiva rende visita alla sorella, ormai caduta nella disperazione per via del comportamento del figlio e della dubbia moralità dell'altra figlia Melanie. A casa Lubota però la Schwabe non trova Lorenz, ma solo la lettera con la quale il comune l'ha licenziato. Dopo alcune indagini e convocato Lorenz a casa sua, la zia rivela di aver scoperto l'inganno ed esige la restituzione del prestito entro tre giorni, pena una denuncia alla polizia. Preso alle strette e ormai rassegnato, Wigottschinski lo coinvolge in un furto notturno proprio a casa della Schwabe. Ma mentre sta armeggiando alla cassaforte, lei si sveglia e viene uccisa da Wigottschinski. Anche Lubota viene arrestato come complice.
Il giorno del suo rilascio, all'uscita della prigione ad attendere Lubota c'è Maria, la figlia del rilegatore, da sempre segretamente innamorata di lui, che lo porterà nella nuova casa appositamente acquistata per la nuova coppia.

## Produzione
Il film fu prodotto dalla Uco-Film GmbH, girato dal maggio all'agosto 1922 negli studi Bioscop-Atelier di Neubabelsberg a Potsdam.

## Distribuzione
Distribuito dalla Decla-Bioscop AG, il film uscì in Germania il 13 novembre 1922. Per molti anni si è creduto che il film fosse andato perso, ma è stato fortuitamente ritrovato in Germania e dopo un restauro è stato ripubblicato in DVD negli Stati Uniti d'America nel 2006. 

### Date di uscita
- Germania	13 novembre 1922
- Finlandia	28 gennaio 1923
- Giappone	7 marzo 1924
- Giappone	15 settembre 2005   (Filmretrospektive Fritz Lang und Friedrich Wilhelm Murnau)
- USA 2006 DVD
- Spagna 2009 DVD

Alias
- Phantom	Germania (titolo originale)
- Fantasma  	Italia / Portogallo
- Fantom	Ungheria  / Polonia
- Le Fantôme	Francia
- The Phantom	USA

## Critica
(...) Phantom rappresenta un nodo problematico nel processo di sperimentazione linguistica e di definizione ideologica che caratterizza il cinema di Murnau. Vi confluiscono in una mediazione talvolta difficile, molteplici stimoli culturali e numerose suggestioni tematiche (l'estetismo decadente, l'alienazione letteraria, le contraddizioni economico-sociali, la reificazione metropolitana, l'erotismo), tutti riconducibili in definitiva alla dialettica del desiderio e del bisogno, della materialità e dell'inconscio.